# Ferm (pierwiastek)
Ferm (Fm, łac. fermium) – syntetyczny pierwiastek chemiczny, aktynowiec. Nazwa pochodzi od nazwiska włoskiego fizyka Enrica Fermiego.
Ferm został odkryty w 1953 roku przez zespół amerykańskich naukowców z ANL, LRL i LASL, pod przewodnictwem Seaborga. Pierwiastek wyodrębniono z próbek koralowca z atolu Eniwetok, na Oceanie Spokojnym, gdzie w 1952 dokonano wybuchu termojądrowym. Podczas wybuchu jądro 238U wychwytuje 17 neutronów, tworząc 255U, który po emisji 8 elektronów tworzy 255Fm.
Dotychczas wytworzono jedynie niewielkie ilości tego pierwiastka poprzez intensywne bombardowanie neutronami ciężkich jąder (uranu, plutonu).